# Promachus spissibarbis
Promachus spissibarbis är en tvåvingeart som först beskrevs av Macquart 1846.  Promachus spissibarbis ingår i släktet Promachus och familjen rovflugor. Inga underarter finns listade i Catalogue of Life.